# Longino di Pomaria
Longino di Pomaria (fl. V secolo) è stato un vescovo e santo romano.

## Biografia
Di lui si conosce pochissimo. Visse nel V secolo ed il suo nome è accostato a quello di san Vendemiale anch'egli vescovo e martire africano. Di certo fu vescovo di Pomaria (in Mauritania) e come altri prelati nordafricani operò in un periodo assai difficile: da poco la regione era stata conquistata dai Vandali, popolo di confessione ariana, capeggiati dal dispotico re Unerico. Fu uno strenuo sostenitore dell'ortodossia cattolica contro il dilagare dell'arianesimo e partecipò al concilio di Cartagine del 484 durante il quale 458 vescovi africani condannarono l'eresia.

## Culto
Il suo elogio si legge nel Martirologio romano al 2 maggio: